# كولن ولسن (كاتب)
كولن هنري ولسون (26 يونيو 1931-5 ديسمبر 2013) كاتب إنجليزي ولد في ليسستر في إنجلترا.
ولد كولن لعائلة فقيرة من الطبقة العاملة. تأخر في دخول المدرسة، وتركها مبكرا في سن السادسة عشر ليساعد والده، عمل في وظائف مختلفة ساعده بعضها على القراءة في وقت الفراغ، بسبب من قراءاته المتنوعة والكثيرة، نشر مؤلفه الأول (اللامنتمي)1956 وهو في سن الخامسة والعشرين. وتناول فيه عزلة المبدعين (من شعراء وفلاسفة) عن مجتمعهم وعن اقرانهم وتساؤلاتهم الدائمة، وعزا ذلك إلى الرغبة العميقة في ايجاد دين موضوعي وواضح يمكن له ان ينتقل إلى الاخرين، دون أن يقضوا حياتهم في البحث عنه.
كان الكتاب ناجحا جدا، وحقق اصداء نقدية قوية، وجعل من الشاب الفقير كولن نجما في دوائر لندن الثقافية، وصارت أخباره الخاصة تتصدر اعمدة النميمة الصحفية، اثر ذلك على كولن كثيرا وصار يتخذ موقفا من الصحفيين والنقاد، الذين سرعان ما بادلوه نفس الموقف، وهاجموا كتابه على أساس انه «مزيف» وملئ بالنفاق. رغم ذلك، لا يزال ينظر للكتاب على انه ساهم بشكل أساسي في نشر الفلسفة الوجودية على نطاق واسع في بريطانيا.
نظر إلى كولن ولسون، على انه ينتمي إلى مجموعة "الشباب الغاضبين"، - وهم مجموعة من الشباب المثقف المتمرد قدموا عدة أعمال مسرحية في الخمسينات- رغم أن قليلا جدا كان يربطه بهم من الناحية الفعلية.
كتابه الثاني (الدين والتمرد) 1957 قوبل بهجوم شديد من النقاد الذين كرروا وصفه بالمزيف والكذاب.كذلك ظل النقاد مع معظم كتبه التالية، لكن الرواج التجاري ظل ملازما لمعظم كتبه التي نالت هجوم النقاد أو لا مبالاتهم.
واصل ولسن الإنتاج دون اهتمام لهجوم النقاد، وقد تنوعت موضوعات كتبه بين الفلسفة، وعلم النفس الإجرامي، والرواية.
في الفلسفة اكمل سلسلة اللامنتمي: عصر الهزيمة 1959، قوة الحلم 1961، اصول الدافع الجنسي 1963
ما بعد اللامنتمي 1965
في الرواية كتب عدة مؤلفات روائية منها: طقوس في الظلام 1960، ضياع في سوهو 1961، رجل بلا ظل 1963، القفص الزجاجي 1966، طفيليات العقل 1967
يربو عدد مؤلفات كولن ولسن الآن على المائة كتاب.و قد الفت عنه عدة مؤلفات نقدية.
«اللامنتمي هو الإنسان الذي يدرك ماتنهض عليه الحياة الإنسانية من أساس واهٍ، وهو الذي يشعر بان الاضطراب والفوضوية أكثر عمقاً وتجذراً من النظام الذي يؤمن بهِ قومه.. انه ليس مجنوناً؟، هو فقط أكثر حساسية من الأشخاص المتفائلين صحيحي العقول.. مشكلته في الأساس هي مشكلة الحرية.. هو يريد أن يكون حراً ويرى أن صحيح العقل ليس حراً، ولا نقصد بالطبع الحرية السياسية، وانما الحرية بمعناها الروحي العميق.. ان جوهر الدين هو الحرية ولهذا: فغلبا ما نجد اللامنتمي يلجأ إلى مثل هذا الحل إذا قـُـيَّض لهُ أن يجد حلاً.. !» كولن ولسن
إنه لمن الغريب أن كولن ولسن قد حقق شهرة كبيرة في العالم العربي لأنه لا يكاد يكون معروفا في بلدان أوربية عديدة ولم يعترف به ككاتب جاد أبدا. إتجه بعد كتاباته الأدبية إلى الكتابة عن التصوف والسحر وعالم ما بعد الموت. يصنف كولن ولسن في الغرب باعتباره كاتبا دجالا.[بحاجة لمصدر]

## من أعماله
- رجل بلا ظل (رواية) (1963) وترجمتها للغة العربية مها سلمان سعود
- أصول الدافع الجنسي، ترجمة شرورو ويمق وآخرون
- الإنسان وقواه الخفية
- الاستحواذ
- الجنس والشباب الذكي
- الحالم
- الشعر والصوفية
- اللامنتمي، ترجمة أنيس زكي حسن
- المعقول واللامعقول في الأدب الحديث، ترجمة أنيس زكي حسن
- اله المتاهة
- الشك، ترجمة شرورو ويمق
- سقوط الحضارة، ترجمة أنيس زكي حسن
- طقوس في الظلام، ترجمة فاروق محمد يوسف
- عالم العناكب
- فكرة الزمان عبرالتاريخ، تُرجم للعربية ضمن سلسلة عالم المعرفة.[7]
- ما بعد الحياة
- ما بعد اللامنتمى، ترجمة شرورو ويمق وآخرون
- موسوعة الألغاز المستعصية
- الحاسة السادسة
- ضياع في سوهو، ترجمة شرورو ويمق
- القفص الزجاجي، ترجمة سامي خشبة
- راسبوتين وسقوط القياصرة
- إبحار نحو البدء (سيرة ذاتية ذهنية)
- حلمُ غايةٍ ما: السيرة الذاتية للروائي - الفيلسوف كولن ويلسون، ترجمة وتقديم: لطفية الدليمي، بغداد، دار المدى، 2015

تميزت حياة كولن ولسون الشخصية بتعدد العلاقات التي أقامها في كل محيط عمل أقام فيه ولعل أبرز ما ميز أسلوبه في التفكير فكرة تبدو شاذة وهي أنه يجب على المبدع أن يوفر جميع متطلباته وحاجاته الطبيعية كي يتمكن من الانطلاق في عالم الإبداع لذلك لا تكاد تجد مؤلفا له إلا وفيه ذكر لموضوع الجنس ولو تلميحا وهذا يبرز في حياته العملية فقد تعددت علاقاته مع عدة نساء وتزوج أخيرا بالفتاة جوي الذي وصف تأثره بها في سيرته الذاتي، وهذا الزواج «الناجح» جاء بعد تجربة زواج فاشلة مع ممرضة أكبر منه في السن تدعى دوروثي..
عموما..كولن ولسون من الأدباء الأنجليز الذين تعمدوا وصف تأثير حياتهم اليومية على كتاباتهم وقد أسس دون إرادة فعلية منه لمذهب فلسفي جديد هو مذهب الفلسفة الروائية التي تبرز خاصة في روايته «طقوس في الظلام»

## وصلات خارجية
- كولن ولسن على موقع IMDb (الإنجليزية)
- كولن ولسن على موقع الموسوعة البريطانية (الإنجليزية)
- كولن ولسن على موقع مونزينجر (الألمانية)
- كولن ولسن على موقع ميوزك برينز (الإنجليزية)
- كولن ولسن على موقع قاعدة بيانات الأفلام السويدية (السويدية)
- كولن ولسن على موقع ديسكوغز (الإنجليزية)
- كولن ولسن على موقع قاعدة بيانات الفيلم (الإنجليزية)
- كولن ولسن  على قاعدة بيانات الخيال التأملي على الإنترنت